# Ptilotus gaudichaudii
Ptilotus gaudichaudii är en amarantväxtart som först beskrevs av Ernst Gottlieb von Steudel, och fick sitt nu gällande namn av John McConnell Black. Ptilotus gaudichaudii ingår i släktet Ptilotus och familjen amarantväxter. Inga underarter finns listade i Catalogue of Life.

## Bildgalleri

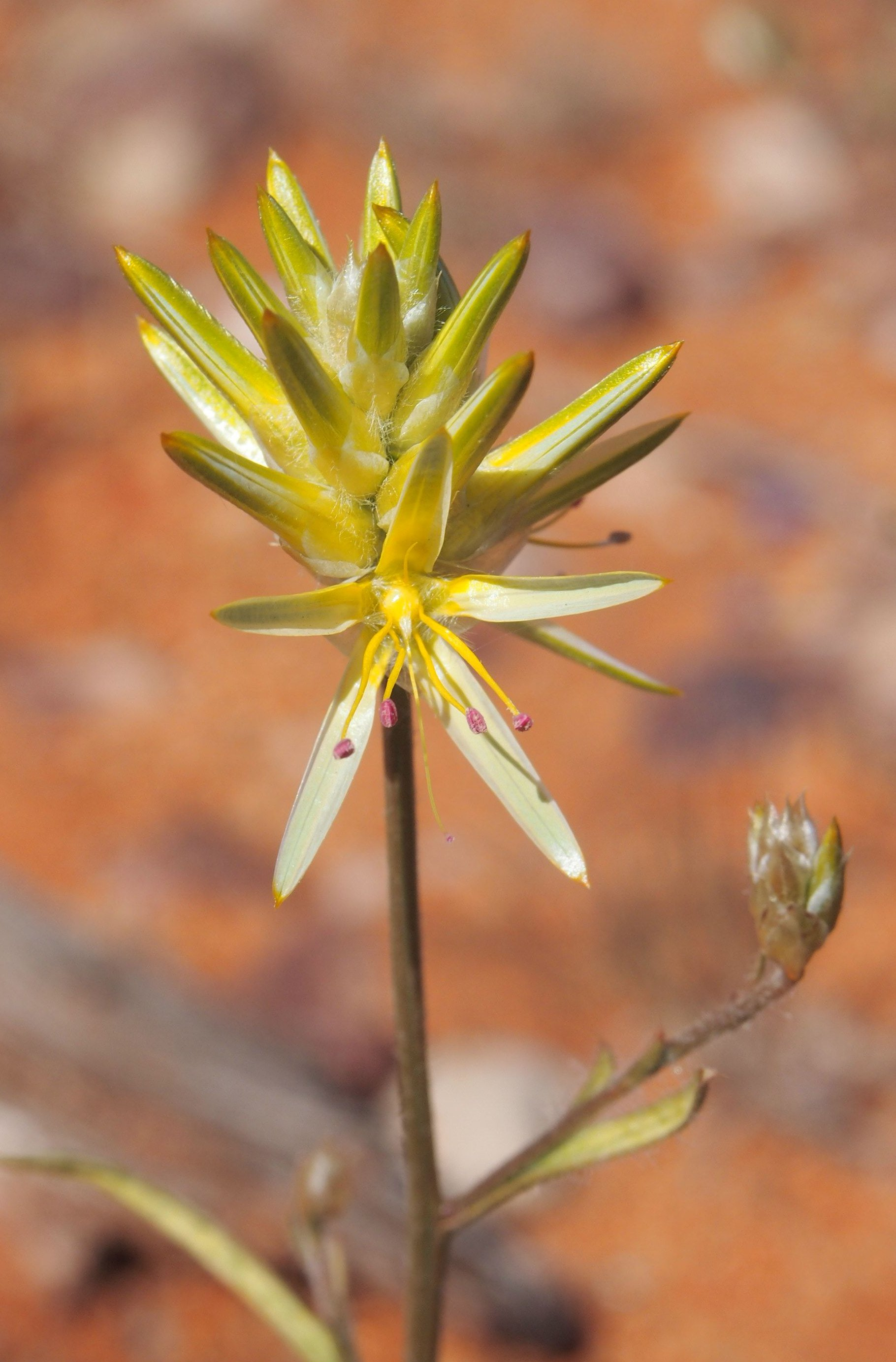
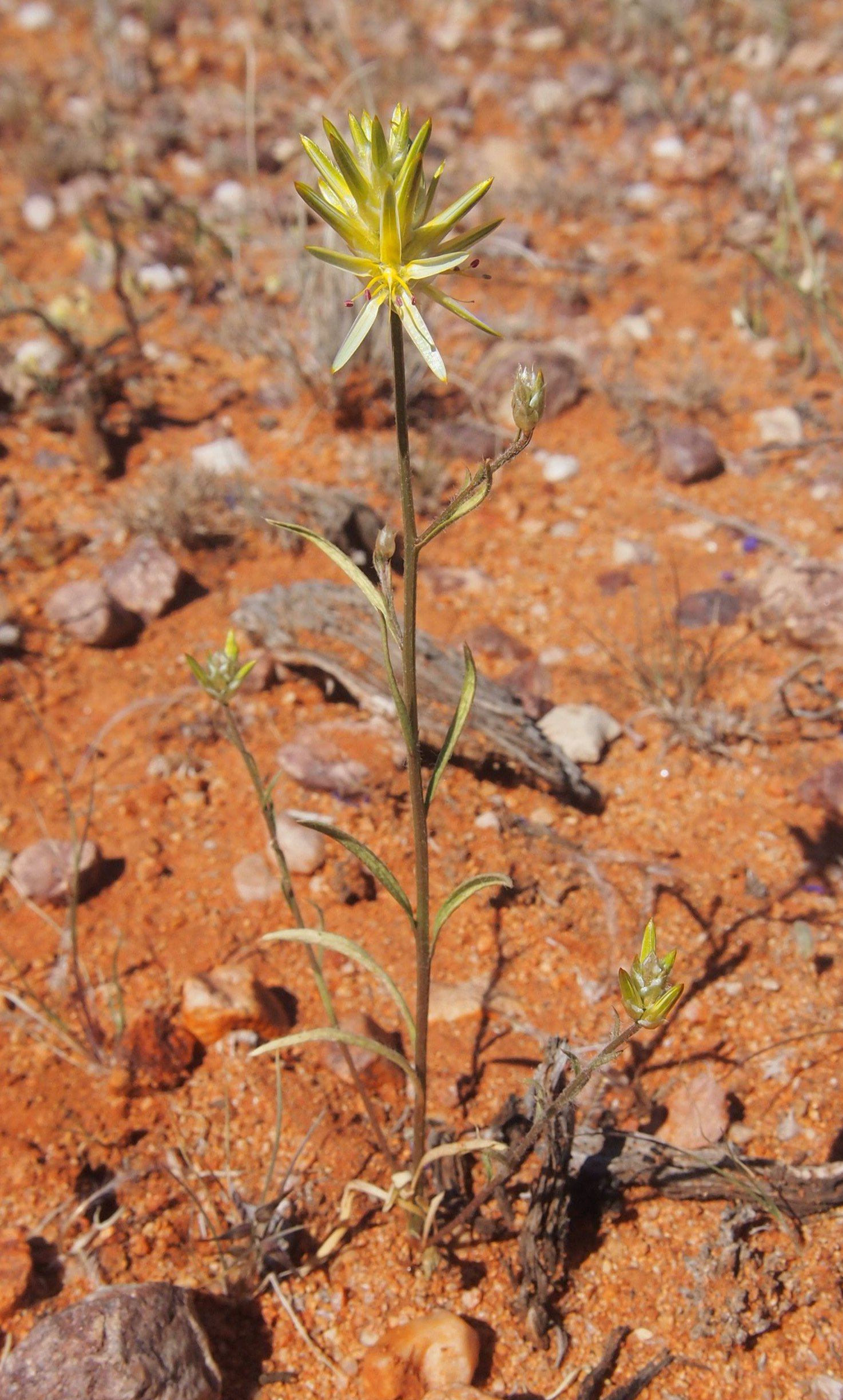